# Leptocometes zikani
Leptocometes zikani là một loài bọ cánh cứng trong họ Cerambycidae.